# Blepephaeus lemoulti
Blepephaeus lemoulti är en skalbaggsart som först beskrevs av Stefan von Breuning 1938.  Blepephaeus lemoulti ingår i släktet Blepephaeus och familjen långhorningar.
Artens utbredningsområde är Laos. Inga underarter finns listade.